# Tanja Schneider
Tanja Schneider (Lienz, 19 febbraio 1974) è un'ex sciatrice alpina austriaca, specialista delle discipline veloci.

## Biografia
Originaria di Kartitsch, la Schneider debuttò in campo internazionale in occasione dei Mondiali juniores di Geilo/Hemsedal 1991; in Coppa del Mondo ottenne il primo piazzamento di rilievo il 26 febbraio 1993 nella discesa libera di Veysonnaz, dove si classificò al 29º posto. Nella stagione 1997-1998 vinse la classifica di supergigante di Coppa Europa e il 13 febbraio 1999 conquistò a Sankt-Moritz nella medesima specialità l'ultima vittoria, nonché ultimo podio, nel circuito continentale.
Sempre in supergigante il 16 gennaio 2000 ottenne ad Altenmarkt-Zauchensee il primo podio in Coppa del Mondo (2ª); ai Mondiali di Sankt Anton am Arlberg 2001, sua unica presenza iridata, fu 16ª e il 15 dicembre 2001 colse a Val-d'Isère l'ultimo podio in Coppa del Mondo (3ª). Ai XIX Giochi olimpici invernali di Salt Lake City 2002, sua unica presenza olimpica, non portò a termine il supergigante; il 22 febbraio 2004 prese per l'ultima volta il via in Coppa del Mondo, a Åre in slalom gigante, senza completare quella che sarebbe rimasta l'ultima gara della sua carriera.

## Palmarès

### Coppa del Mondo
- Miglior piazzamento in classifica generale: 10ª nel 2000
- 4 podi:
  - 2 secondi posti
  - 2 terzi posti

### Coppa Europa
- Vincitrice della classifica di supergigante nel 1998
- 8 podi (dati dalla stagione 1994-1995):
  - 2 vittorie
  - 2 secondi posti
  - 4 terzi posti

#### Coppa Europa - vittorie
| Data             | Località                 | Paese    | Specialità |
| ---------------- | ------------------------ | -------- | ---------- |
| 6 febbraio 1998  | Nova Levante/Castelrotto | Italia   | GS         |
| 13 febbraio 1999 | Sankt Moritz             | Svizzera | SG         |

Legenda:

SG = supergigante

GS = slalom gigante

### South American Cup
- 1 podio (dati dalla stagione 1994-1995):
  - 1 vittoria

#### South American Cup - vittorie
| Data             | Località  | Paese     | Specialità |
| ---------------- | --------- | --------- | ---------- |
| 7 settembre 1995 | Las Leñas | Argentina | SG         |

Legenda:

SG = supergigante